# Эренфест, Татьяна Павловна
Татьяна Павловна Эренфест (нидерл. Tatyana Pavlovna Ehrenfest, после замужества — ван Аарден-Эренфест; род. 28 октября 1904, Вена, Австро-Венгрия — 29 ноября 1984, Дордрехт, Нидерланды) — нидерландский математик, основные результаты — в теории графов, комбинаторике (последовательности де Брёйна), теории чисел, численных методах (слабо расходящиеся последовательности).
Родилась в Вене семье физика Пауля Эренфеста и математика Татьяны Алексеевны Афанасьевой, раннее детство провела в Петербурге. В 1912 году отец Татьяны был приглашён на работу в Лейденский университет и семья переехала в Лейден. До 1917 года училась дома, затем в местной гимназии (окончила в 1922 году).
Позже изучала математику и физику в университете Лейдена, а в 1928 году провела семестр в Гёттингенском университете, где училась у Харальда Бора и Макса Борна. 8 декабря 1931 года получила докторскую степень в Лейдене.
После этого никогда официально не работала и не занимала академических должностей, однако публиковала статьи и активно участвовала в математической жизни: в её доме Дордрехте часто собирались учёные и в ходе одного из таких домашних семинаров, по свидетельству Якоба Кореваара он, Николас де Брёйн и Татьяна Эренфест получили доказательство одной из теорем о медленно меняющихся функциях, играющих важную роль в теории вероятностей. Теорема де Брёйна — Эренефест — Смита — Татта (обозначаемая в литературе как BEST по первым буквам фамилий авторов), дающая мультипликативную формулу для определения количества эйлеровых циклов в ориентированном графе, установлена Эренфест и де Брёйном в 1951 году как обобщение результата Смита и Татта (1941). Среди теоретико-числовых результатов — доказательство гипотезы ван дер Корпута о бесконечности предела точной верхней грани разброса произвольной бесконечной последовательности из чисел ±1.